# Yoshiharu Ashikaga
Yoshiharu Ashikaga (jap. 足利 義晴 Ashikaga Yoshiharu; ur. 2 kwietnia 1511, zm. 20 maja 1550) –  29. siogun w dziejach Japonii, 12. siogun siogunatu Ashikaga.
Sprawował władzę w latach 1522–1546 (okres Muromachi). Syn 11. sioguna, Yoshizumiego Ashikagi.

## Życie

### Okres przed objęciem rządów (1511–1521)
- 1511 - 2 kwietnia przychodzi na świat Yoshiharu, syn sioguna Yoshizumiego[3]
- 1511 - 6 października umiera Yoshizumi[3]
- 1521 - 10. siogun, Yoshitane Ashikaga, zostaje ponownie obalony przez ród Hosokawa[3]
- 1521 - Yoshiharu przybywa do Kioto[3]

### Okres sprawowania władzy (1522–1546)
- 1522 -  Yoshiharu zostaje 12. siogunem za sprawą rodu Hosokawa
- 1526 - Yoshiharu zaprasza na konkurs do Kioto mistrzów łucznictwa z sąsiednich prowincji[4]
- 1526 - wybucha powstanie Kasai i Miyoshi[5]
- 1526 - cesarz Go-Nara wstępuje na "wieczysty tron"[1]
- 1528 - Yoshiharu wygnany z Kioto przez Miyoshiego Nagamoto[1]
- 1533 - wybucha powstanie Ikkō[1]
- 1538 - tarcia w rodzinie zarządcy zachodnich prowincji (Koga Kubō)[1]
- 1546 - Yoshiharu przekazuje urząd sioguna w ręce swojego syna Yoshiteru i udaje się do Ōmi[6].

### Po abdykacji (1546–1550)
- 1550 - 20 maja Yoshiharu umiera[7].

## Następcy
- Syn Yoshiteru 13. zostaje siogunem.
- Syn Yoshiaki zostaje 15. i ostatnim siogunem z rodu Ashikaga za sprawą Nobunagi Ody.

## Kontakt z Zachodem
W 1542 Yoshiharu, po raz pierwszy w dziejach kraju, nawiązuje kontakty z zachodnią Europą. Od tego roku na ziemie japońskie zaczęły przybywać portugalskie statki płynące z Chin.

## ErybakufuYoshiharu
Lata rządów siogunów dzielone są na ery zwane nengō.
- Daiei    (1521–1528)
- Kyōroku  (1528–1532)
- Tenbun   (1532–1555)